# Ceriagrion azureum
Ceriagrion azureum is een juffer uit de familie van de waterjuffers (Coenagrionidae).
De soort staat op de Rode Lijst van de IUCN als niet bedreigd, beoordelingsjaar 2007.
De wetenschappelijke naam van de soort werd in 1891 als Pseudagrion azureum gepubliceerd door Edmond de Selys Longchamps.

## Synoniemen
- Ceriagrion coeruleum Laidlaw, 1919